# Castelnaud-de-Gratecambe
Castelnaud-de-Gratecambe is een gemeente in het Franse departement Lot-et-Garonne (regio Nouvelle-Aquitaine) en telt 517 inwoners (1999). De plaats maakt deel uit van het arrondissement Villeneuve-sur-Lot.

## Geografie
De oppervlakte van Castelnaud-de-Gratecambe bedraagt 17,1 km², de bevolkingsdichtheid is 30,2 inwoners per km².
De onderstaande kaart toont de ligging van Castelnaud-de-Gratecambe met de belangrijkste infrastructuur en aangrenzende gemeenten.

## Demografie
Onderstaande figuur toont het verloop van het inwonertal (bron: INSEE-tellingen).